# Dick & Jane - Operazione furto
Dick & Jane - Operazione furto (Fun with Dick and Jane) è un film del 2005 diretto da Dean Parisot e interpretato da Tea Leoni e Jim Carrey. È il rifacimento del film Non rubare... se non è strettamente necessario (1977), diretto da Ted Kotcheff.

## Trama
Dick Harper e sua moglie Jane finiscono in miseria a causa del fallimento dell'imponente società nella quale Dick era diventato da poco il nuovo vicepresidente. 
Allora Dick, preso dallo sconforto, decide di effettuare alcune rapine al fine di ritornare alla vita che viveva prima del fallimento, salvo alla fine con il suo ultimo colpo restituire i soldi a tutti i suoi colleghi, anch'essi licenziati nel fallimento della società, rubandoli al vero ladro, il magnate e capo dell'azienda McCallister.

## Distribuzione
Il film è stato distribuito in Italia dalla Sony Pictures Home Entertainment, che ne è stata anche casa di produzione. Uscì nelle sale statunitensi il 21 dicembre 2005 e in quelle italiane il 27 gennaio 2006.

## Accoglienza
Il budget del film è stimato intorno ai 100 milioni di dollari. Gli incassi in USA hanno superato i costi di produzione di circa 10 milioni di dollari, mentre nel mondo il guadagno complessivo è ammontato a 202 milioni.
In Italia la pellicola ha fruttato un incasso 4,8 milioni di euro.

## Riconoscimenti
- 2006 - BMI Film & TV Award
  - Miglior colonna sonora a Theodore Shapiro
- 2006 - Teen Choice Awards
  - Candidatura Miglior attore in un film commedia a Jim Carrey
- 2006 - Nickelodeon Kids' Choice Awards
  - Candidatura Miglior attore a Jim Carrey
- 2005 - Stinkers Bad Movie Awards
  - Candidatura Peggior sceneggiatura per un film che ha incassato più di 100 milioni di dollari
  - Candidatura Commedia più dolorosamente non divertente
  - Candidatura Peggior coppia a Jim Carrey e Téa Leoni
  - Candidatura Peggior remake
  - Candidatura Spencer Breslin Award  per il miglior attore bambino a Aaron Michael Drozin